# Хаг, Стив
Стивен Кит «Стив» Хаг (родился 20 мая 1952 года в городе Хайленд, Иллинойс, США) — бывший американский гимнаст, выступавший на соревнованиях по спортивной гимнастике в 1960-х и 1970-х годах. Участник двух Олимпийских игр и чемпионата мира 1974 года.

## Спортивные достижения
Стивен Хаг родился 20 мая 1952 года в городе Хайленд, Иллинойс. Был включен в олимпийскую сборную команду в 16 лет, что сделало его самым молодым спортсменом, представляющим США на Олимпийских играх. Он был также первым американцем, дошедшем до финала в соревнованиях по спортивной гимнастике на Олимпийских играх. На Олимпийских играх 1968 года его лучшим достижением в индивидуальном многоборье было 36-е место, американская мужская команда заняла седьмое место.
В следующем году он завоевал в многоборье золотую медаль на чемпионате США по спортивной гимнастике.
Выпускник Стэнфордского университета, на чемпионате Стэнфордского университета он выигрывал в многоборье три года подряд, с 1972 по 1974 год. В 1974 году включен в зал славы Стэнфордского университета.
На летних Олимпийских играх 1972 года он завершил соревнования на 31-м месте в личном многоборье. Его команда заняла 10 место.
Оставив спорт, Хаг с 1993 года работал ландшафтным дизайнером в Лос-Анджелесе.